# Julia Mancuso
Julia Mancuso (Reno, Nevada, 9 de Março de 1984) é uma esquiadora profissional estadunidense. Ganhou a medalha de ouro nos Jogos Olímpicos de Inverno de 2006 em Turim, na prova do slalom gigante e de prata no downhill dos Jogos Olímpicos de 2010.

## Sucessos

### Jogos Olímpicos de Inverno
| Olimpíada                          | Local       | Data | Disciplina     | Resultado |
| ---------------------------------- | ----------- | ---- | -------------- | --------- |
| Jogos Olímpicos de Inverno de 2006 | San Sicario | 2006 | Slalom gigante | Ouro      |

### Vitórias na Copa do Mundo

#### Corridas individuais
| Data                   | Local                 | Prova     |
| ---------------------- | --------------------- | --------- |
| 19 de dezembro de 2006 | Val-d'Isère           | Downhill  |
| 14 de janeiro de 2007  | Altenmarkt-Zauchensee | Combinado |
| 19 de janeiro de 2007  | Cortina d'Ampezzo     | Super-G   |
| 3 de março de 2007     | Tarvisio              | Downhill  |